# Achada Grande (Mosteiros)
Achada Grande (em crioulo cabo-verdiano, escrito em ALUPEC: Txada Grandi) é uma aldeia do município dos Mosteiros, em Cabo Verde. Com aproximadamente 500 habitantes, fica situada a 5 km da Igreja dos Mosteiros na Freguesia da Nossa Senhora de Ajuda.

## Vilas próximas ou limítrofes
- Mosteiros, oeste